# Antrophyum williamsii
Antrophyum williamsii là một loài dương xỉ trong họ Pteridaceae. Loài này được Benedict mô tả khoa học đầu tiên năm 1911.